# Centre Wallonie-Bruxelles (Paris)
Le Centre Wallonie-Bruxelles est un centre d'arts situé dans le 4e arrondissement de Paris. Le Centre est un catalyseur de référence de la création contemporaine dite belge – un espace de jonctions et d’intersections fondé en 1979.
Le centre est un service décentralisé de l'administration publique Wallonie-Bruxelles International (WBI) dont il est l'un des deux centres à l'étranger et il est un instrument de la politique internationale menée par la Wallonie, la Fédération Wallonie-Bruxelles et la Commission communautaire française de la Région de Bruxelles-Capitale (COCOF).

## Mission et activités
Au travers d’une programmation transdisciplinaire, le Centre est mandaté pour diffuser et valoriser des signatures d’artistes basé·e·s en Fédération Wallonie-Bruxelles, dans une perspective d’optimisation de leur irradiation en France. Il assure ainsi la promotion des talents émergents ou confirmés. Il contribue à stimuler les synergies internationales et à cristalliser une attention en faveur de la scène dite belge.
Il promeut la création contemporaine dans sa transversalité et met en lumière l'écosystème créatif de la Fédération Wallonie-Bruxelles. 
Situé dans le 4e arrondissement de Paris, face au Centre Pompidou, sa programmation se déploie sur plus de 1 000 m2.

## Accès
Le site est desservi par les stations de métro Rambuteau et Les Halles.	